# Dècada del 1300 aC

## Esdeveniments
- Vers 1310-1300 aC, campanyes assíries contra els turukku i els kadmukhi (a l'est) i contra els akhlamu, suteus i iaurus (a l'oest). Expedició considerada victoriosa contra Arzawa: els hitites obtenen una notable victòria a les muntanyes Arinnanda; el rei d'Arzawa es deposat i el país dividit en tres principats; Mira, el principal (on els hitites nomenen rei a Maskhuiluwa), Hapalla i Seha.
- Vers 1308 aC, mort Kurigalzu II; Nazimaruttaix, el seu fill, ocupa el tron com a rei de Babilònia, Accàdia, País de la Mar i Khana.
- Vers 1300 aC Nazimaruttaix de Babilònia lluita contra Assíria envaint el país de Namri (a l'est de Nippur i al nord d'Elam, a la zona d'influència assíria) però acabarà derrotat pel rei Adadnirari I (r. vers 1295-1270 aC)
- Mort d'Enlilnirari d'Assíria (vers 1317–1308 aC); el succeeix Arikdenili (vers 1307–1296 aC)
- Vers 1300 aC, regnen Duppi Teshup a Amurru i Niqmepa I a Ugarit, ambdós sotmesos als hitites com tot el Llevant
- Vers 1300 aC Primeres incursions dòriques a Creta